# Sergueï Filippov
Pour les articles homonymes, voir Filippov.
Sergueï Nikolaïevitch Filippov (en russe : Серге́й Никола́евич Фили́ппов), né le 24 juin 1912 à Saratov, alors dans l'Empire russe, et mort le 9 juin 1997 à Léningrad, est un acteur soviétique de cinéma. Il travaille aussi dans le doublage des dessins animés.

## Biographie
Filippov naît le 24 juin 1912 à Saratov. Son père est serrurier et sa mère couturière. Il quitte très tôt l'école et essaye plusieurs métiers, de tourneur à menuisier, jusqu'à ce qu'un hasard le conduise dans un studio de danse. Les cours le fascinent tellement qu'en quelques semaines il est considéré comme le meilleur élève. En 1929, sur les conseils de ses professeurs, il tente d'entrer à l'école de ballet du théâtre Bolchoï et à l'école chorégraphique de Léningrad. Mais les examens d'entrée de ces écoles sont terminés, il s'inscrit alors à l'école de variétés et de cirque nouvellement ouverte dont il sort diplômé en 1933. Il devient acteur du théâtre de la comédie de Léningrad. il fait ses débuts à l'écran en 1937 sous la direction de Rafaïl Mouzykant dans le drame de guerre Pour la patrie soviétique adapté du roman de Guennadi Fisch La Chute du lac Kimas. En 1965, on lui diagnostique une tumeur au cerveau, l'acteur subit avec succès un traitement et vit encore vingt ans. Il est enterré au cimetière Nord de Léningrad (aujourd'hui Saint-Pétersbourg), à côté d'Antonina Goloubeva sa seconde épouse.

## Galerie

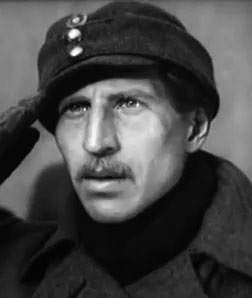
Sergueï Filippov en 1937 dans Pour la patrie soviétique
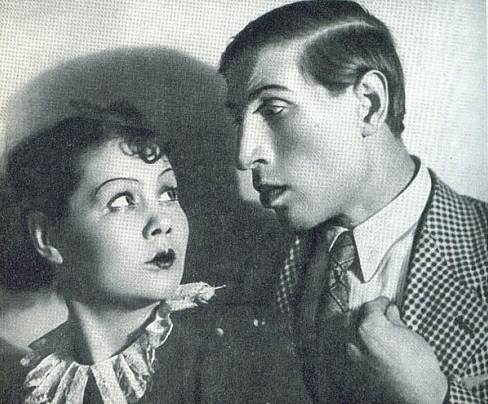
Sergueï Filippov et une actrice non identifiée en 1939

## Récompenses
- Médaille pour la Défense de Léningrad (1944)

## Filmographie partielle
- 1938 : Maxime à Vyborg (Выборгская сторона) de Grigori Kozintsev et Leonid Trauberg : saboteur
- 1940 : Sverdlov (Яков Свердлов) de Sergueï Ioutkevitch : marin SR (Parti socialiste révolutionnaire)
- 1943 : Nous, de l'Oural (Мы с Урала) d'Alexandra Khokhlova et Lev Koulechov  : Andrei Stepanovitch
- 1945 : Salut Moscou ! (Здравствуй, Москва) de Sergueï Ioutkevitch : accordéoniste
- 1947 : Cendrillon (Золушка) de Nadejda Kocheverova et Mikhaïl Chapiro (ru) : caporale
- 1954 : La Dague (Кортик, Kortik) de Vladimir Venguerov et Mikhail Schweitzer : Filine
- 1954 : Dompteuse de tigres (Укротительница тигров, Ukrotitelnitsa tigrov) de Nadejda Kocheverova : Almazov, dompteur
- 1955 : La Nuit des rois (Двенадцатая ночь) de Yan Frid : Fabian
- 1956 : La Nuit de carnaval (Карнавальная ночь) de Eldar Riazanov : le conférencier
- 1957 : L'Orage de Mikhail Dubson
- 1957 : Jeune fille sans adresse (Девушка без адреса) d'Eldar Riazanov : Komarinski, chef de bureau
- 1961 : Absolument sérieusement (Совершенно серьёзно), film à sketches d'Eldar Riazanov, Leonid Gaïdaï, Naum Trakhtenberg, Eduard Emoïro et Vladimir Semakov
- 1963 : L'actrice serf (Крепостная актриса) de Roman Tikhomirov
- 1965 : La Vivandière (Стряпуха) de Edmond Keossaian : escroc au marché
- 1968 : Les Nouvelles Aventures des insaisissables (Новые приключения неуловимых, Novye prikliuchenia neulovimykh) d'Edmond Keossaian : apothicaire
- 1971 : Les Douze Chaises de Leonid Gaïdaï : Hippolyte Matvieïévitch Vorobianinov
- 1973 : Ivan Vassilievitch change de profession (Иван Васильевич меняет профессию) de Leonid Gaïdaï : ambassadeur suédois
- 1982 : Sportloto-82 de Leonid Gaïdaï
- 1988 : Cœur de chien (Собачье сердце) de Vladimir Bortko : patient du professeur Preobrajenski